# بابک معصومی
بابک معصومی (۲۳ تیر ۱۳۵۱ – ۱۹ مرداد ۱۳۹۰) کاپیتان و بازیکن تیم ملی فوتسال ایران بود. او بازی فوتبال را به صورت حرفه‌ای از باشگاه فتح تهران آغاز کرد. سپس وارد فوتسال شد و در باشگاه‌های فتح، پاس و تام ایران‌خودرو عضویت یافت. معصومی برای مدتی در سال ۱۳۸۸ سرمربی تیم فوتسال پرسپولیس بود.

## زندگی
بابک معصومی در تاریخ ۲۳ تیر ۱۳۵۱ در تهران به دنیا آمد. وی کاپیتان و بازیکن تیم ملی فوتسال ایران بود.

### ورود به دنیای فوتبال
معصومی نیز مانند اغلب بازیکنان تیم ملی فوتسال ایران ابتدا با حضور در میادین فوتبال کار خود را شروع کرد اما به دلیل برخورداری از تکنیک بالای خود به سوی فوتسال گرایش پیدا کرد که در این حوزه هم موفق بود. او بازی فوتبال را به صورت حرفه‌ای از باشگاه فتح تهران آغاز کرد. سپس وارد فوتسال شد و در باشگاه‌های فتح، پاس و تام ایران‌خودرو عضویت یافت. معصومی برای مدتی در سال ۱۳۸۸ سرمربی تیم فوتسال پرسپولیس بود. 

## افتخارات

### ملی
- قهرمانی مسابقات قهرمانی فوتسال آسیا در سال‌های ۱۹۹۹، ۲۰۰۰، ۲۰۰۴، ۲۰۰۵ و ۲۰۰۷ با تیم ملی فوتسال ایران
- حضور در دو جام جهانی فوتسال ۲۰۰۰ و ۲۰۰۴

### فردی
برترین بازیکن فوتسال آسیا (۲۰۰۳)

## درگذشت

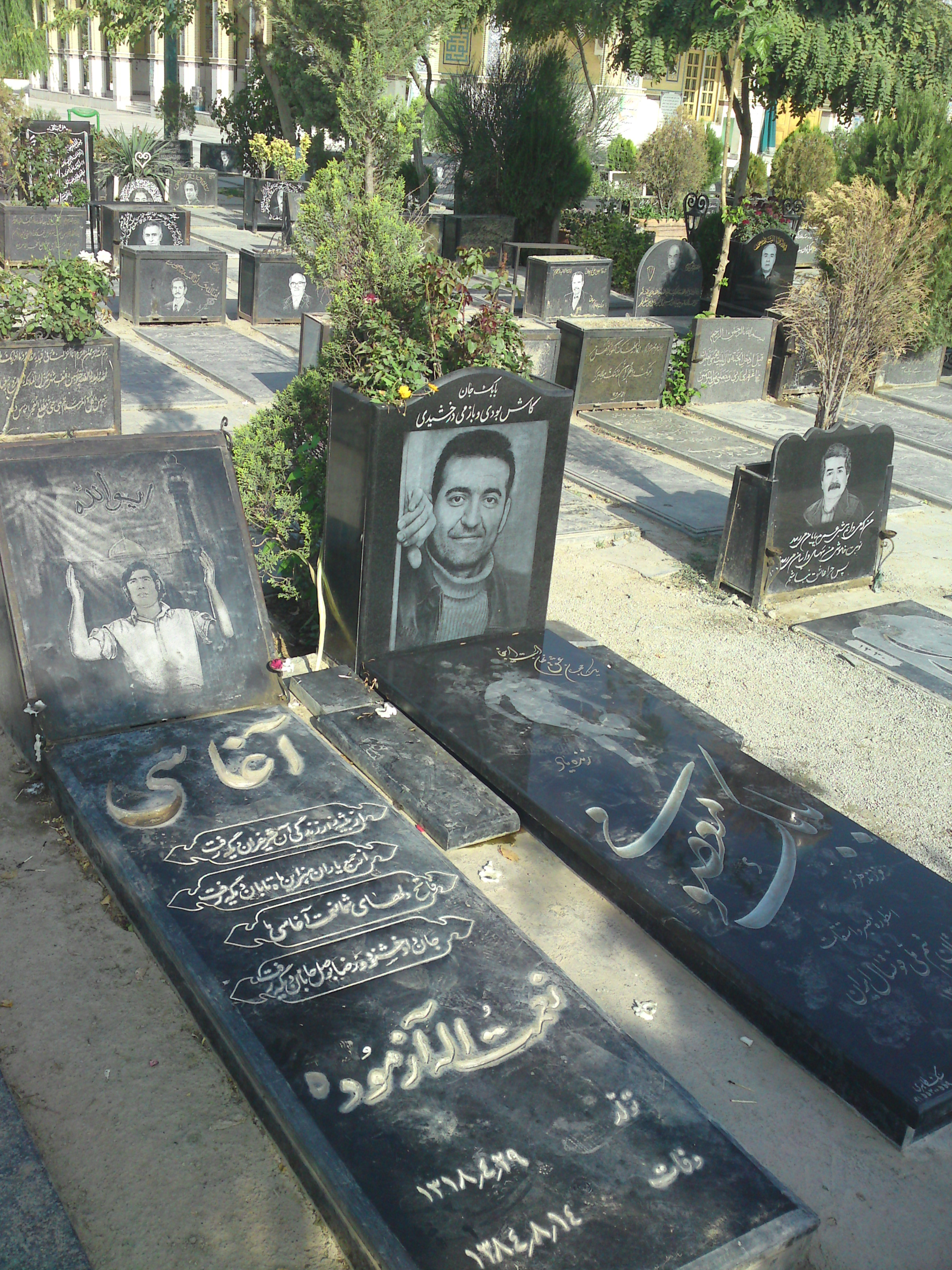
مزار بابک معصومی در کنار مزار آغاسی

معصومی از سال ۱۳۸۸ با بیماری سرطان دست و پنجه نرم می‌کرد. معصومی در ظهر روز چهارشنبه ۱۹ مرداد ۱۳۹۰ به دلیل سقوط از یک چهارپایه به بیمارستان منتقل شد و پس از مداوای سرپایی راهی منزل شد اما بین راه به دلیل سرگیجه به یک درمانگاه مراجعه کرد و در حین ورود به درمانگاه درگذشت. یکی از دوستان صمیمی بابک معصومی دلیل درگذشت وی را سکته مغزی اعلام کرد. شنیده‌ها حکایت از آن دارد که بابک به دلیل سقوط از یک چهارپایه به بیمارستان منتقل شده و پس از اینکه پزشکان او را مورد مداوای سرپایی قرار دادند راهی منزل شده اما بین راه به دلیل سرگیجه به درمانگاهی به نام به آفرین مراجعه کرده که متأسفانه حین ورود به این درمانگاه درگذشته است. اما یكی از دوستان نزدیک وی اعلام كرد: "پزشکان علت مرگ بابک را سکته مغزی اعلام کردند. اینکه بابک به خاطر سرطان از دنیا نرفته را تأیید می‌کنم اما ماجرای سقوط او از چهارپایه را نه. بابک به لحاظ جسمی در شرایط مطلوبی بود و کنترل اعضای بدنش را در اختیار داشت اما آن روز به خاطر درد شدیدی که در ناحیه سر احساس کرد راهی بیمارستان شد و با وجود اینکه پزشکان در درمان سرپایی‌اش موفق بودند اما حین بازگشت به خانه دوباره به یک درمانگاه محلی مراجعه کرد و متأسفانه آن جا درگذشت. 

### خاکسپاری
جنازهٔ وی در امامزاده طاهر كرج به خاک سپرده شد.